# Resolutie 1022 Veiligheidsraad Verenigde Naties
Resolutie 1022 van de Veiligheidsraad van de Verenigde Naties werd op 22 november 1995 aangenomen. Dit gebeurde met veertien stemmen voor en de onthouding van Rusland.

## Achtergrond
In 1980 overleed de Joegoslavische leider Tito, die decennialang de bindende kracht was geweest tussen de zes deelstaten van het land. Na zijn dood kende het nationalisme een sterke opmars, en in 1991 verklaarden verschillende deelstaten zich onafhankelijk. Zo ook Bosnië en Herzegovina, waar in 1992 een burgeroorlog uitbrak tussen de Bosniakken, Kroaten en Serviërs. Deze oorlog, waarbij etnische zuiveringen plaatsvonden, ging door totdat er eind 1995 vrede werd gesloten.

## Inhoud

### Waarnemingen
De Veiligheidsraad prees Bosnië en Herzegovina, Kroatië en Servië en Montenegro om hun deelname aan vredesgesprekken in de Verenigde Staten. Op 21 november hadden ze daar een raamakkoord getekend. De partijen hadden ook toegezegd te zullen helpen met de zoektocht naar twee Franse piloten die vermist raakten in Bosnië en Herzegovina en te zorgen voor hun veilige terugkeer. Essentieel was ook medewerking met het Joegoslavië-tribunaal.

### Handelingen
De Veiligheidsraad besloot de strafmaatregelen die tegen de drie landen waren genomen voor onbepaalde tijd te schorsen. Dat gold niet voor de Bosnisch-Serven tot bevestigd was dat zij zich hadden teruggetrokken achter de scheidingszones. Moesten Servië en Montenegro of de Bosnisch-Serven hun verplichtingen in het akkoord niet nakomen, dan zou de schorsing 5 werkdagen later aflopen. Tien dagen na de in het akkoord vooropgestelde verkiezingen zouden de maatregelen (definitief) beëindigd worden. Gedurende de schorsing mochten bevroren fondsen ook terug
worden vrijgemaakt.

## Verwante resoluties
- Resolutie 1019 Veiligheidsraad Verenigde Naties
- Resolutie 1021 Veiligheidsraad Verenigde Naties
- Resolutie 1023 Veiligheidsraad Verenigde Naties
- Resolutie 1025 Veiligheidsraad Verenigde Naties

Lijst ·  970 ·  971 ·  972 ·  973 ·  974 ·  975 ·  976 ·  977 ·  978 ·  979 ·  980 ·  981 ·  982 ·  983 ·  984 ·  985 ·  986 ·  987 ·  988 ·  989 ·  990 ·  991 ·  992 ·  993 ·  994 ·  995 ·  996 ·  997 ·  998 ·  999 ·  1000 ·  1001 ·  1002 ·  1003 ·  1004 ·  1005 ·  1006 ·  1007 ·  1008 ·  1009 ·  1010 ·  1011 ·  1012 ·  1013 ·  1014 ·  1015 ·  1016 ·  1017 ·  1018 ·  1019 ·  1020 ·  1021 ·  1022 ·  1023 ·  1024 ·  1025 ·  1026 ·  1027 ·  1028 ·  1029 ·  1030 ·  1031 ·  1032 ·  1033 ·  1034 ·  1035